# Garuleum
Garuleum là một chi thực vật có hoa trong họ Cúc (Asteraceae).

## Loài
Chi Garuleum gồm các loài: